# Tây Bồi
Tây Bồi (vietnamsky tiếng Tây bồi), též vietnamská pidžinová francouzština je pidžin, kterým se mluvilo ve francouzské Indočíně. Jde vlastně o směs francouzštiny a vietnamštiny. Většinou jím mluvili Vietnamci, co se dříve neučili francouzsky, takže sluhové a Vietnamci co pracovali v koloniálním prostředí. Mluvili jím hlavně muži, protože sluhy dělali pouze oni. Odtud pochází i název jazyka, Tây Bồi znamená francouzština mluvená sluhy. Jazyk se od francouzštiny liší tím, že má oproti ní špatnou gramatiku a několik slov z vietnamštiny. Vlastně je to lámaná francouzština. Poté, co se Vietnam osamostatnil, začal tento jazyk mizet a roku 1980 vymřel.

## Příklady jazyka
| Tây Bồi                          | Francouzsky                                        | Česky                            | Vietnamsky                       |
| -------------------------------- | -------------------------------------------------- | -------------------------------- | -------------------------------- |
| Moi faim                         | J'ai faim                                          | Mám hlad                         | Tôi đói bụng                     |
| Moi tasse                        | Ma tasse                                           | Můj šálek                        | Cái tách của tôi                 |
| Lui avoir permission repos       | Il a la permission de se reposer                   | Má dovoleno odpočinout si        | Hắn được nghỉ có phép            |
| Demain moi retour campagne       | Demain, je retourne à la campagne                  | Zítra se vrátím domů             | Mai tôi về quê                   |
| Vous pas argent moi stop travail | Si vous ne me payez pas, j'arrêterai de travailler | Nezaplatíte, přestanu pracovat   | Anh không trả tiền, tôi nghỉ làm |
| Monsieur content aller danser    | Monsieur est content d'aller danser                | Pán je spokojen, že půjde tančit | Ông ấy vui khi đi nhảy đầm       |
| Lui la frapper                   | Il la frappe                                       | Dal ji facku                     | Anh ta đánh cô ấy                |
| Bon pas aller                    | Bon, n'y va pas                                    | Dobře, nechoď                    | Tốt, đừng đi                     |
| Pas travail                      | Je ne travaillerai pas                             | Už nebudu pracovat               | Tôi không làm việc nữa           |
| Assez, pas connaître             | Assez, je n'en sais rien                           | Dost, nevím                      | Đủ rồi, tôi không biết           |
| Moi compris toi parler           | J'ai compris ce que tu as dit                      | Rozuměl jsem tomu, co jste řekl  | Tôi hiểu những gì anh nói        |